# ماريه فيلجون
ماريه فيلجون (بالأفريقانية: Marais Viljoen)‏ (و. 1915 – 2007 م) هو سياسي من جنوب أفريقيا .
تولى منصب رئيس الدولة في جنوب أفريقيا .وهو عضو في الحزب الوطني .

## روابط خارجية
- ماريه فيلجون على موقع الموسوعة البريطانية (الإنجليزية)
- ماريه فيلجون على موقع مونزينجر (الألمانية)